# Josip Schrott
Josip (Josef) Schrott (Svetice, 28. veljače 1791. – Čavoš, mađ. Csávos, današnji Grănicerii u Rumunjskoj, 6. rujna 1857.)
Župnik u Kutjevu i Brdovcu, zagrebački kanonik, prepošt Zagrebačkog kaptola, prior vranski i naslovni biskup beogradski i smederevski, na političkom i crkvenom području. Obnašao je visoke dužnosti i na svjetovnom području – bio je virilni član Hrvatskoga sabora, a od 1844. do 1853. vrhovni ravnatelj škola u Hrvatskoj.